# Viborgs nation, Uppsala
Viborgs nation, latinskt namn Natio Wiburgensis, var en studentnation vid Uppsala universitet. 

## Historia
Nationen bildades 1684 och har även kallats Ingermanlands nation och Karelen-Ingermanlands nation.

## Inspektorer
- Nils Wolff Stiernberg 1684-1694
- Andreas Goeding 1694-1704?
- Johan Upmarck Rosenadler 1705-1716